# Les Neiges du Kilimandjaro (nouvelle)
Pour les articles homonymes, voir Les Neiges du Kilimandjaro.
Les Neiges du Kilimandjaro (The Snows of Kilimanjaro) est une nouvelle d'Ernest Hemingway. D'abord publiée dans Esquire en 1936, reprise dans le recueil The Fifth Column and the First Forty-Nine Stories en 1938 et dans le recueil homonyme en 1961.
La nouvelle est traduite en France par Marcel Duhamel en 1957.

## Résumé
En Afrique, pendant un safari, un écrivain nommé Harry souffre d'une sévère infection à la suite d'une banale éraflure. Il fait ainsi le point sur sa vie conjugale décevante et sur sa carrière d'écrivain. Peu à peu, il glisse dans le délire, prélude de sa mort.

## Traduction française
- Les Neiges du Kilimandjaro, traduit par Marcel Duhamel, dans Les Neiges du Kilimandjaro et autres nouvelles, Paris, Le Club du meilleur livre, 1957
  - réédition dans Les Neiges du Kilimandjaro, suivi de Dix indiens, Paris, Le Livre de poche no 301, 1958
  - réédition bibliophilique dans Les Neiges du Kilimandjaro et autres nouvelles, lithographies originales de Jean Commère, Éditions André Sauret, 1964
  - réédition dans Les Neiges du Kilimandjaro, suivi de Dix indiens, Paris, Gallimard, Folio no 151, 1972
  - réédition dans Les Neiges du Kilimandjaro et autres nouvelles, traduction de Duhamel révisée par Marc Saporta, Paris, Gallimard, Folio bilingue no 100, 2001

## Adaptation cinématographique
En 1952, la nouvelle est adaptée au cinéma par Henry King sous le même titre.